# Dittersdorf (Saalfeld)
Dittersdorf ist eine Ortslage im Ortsteil Saalfelder Höhe der Stadt Saalfeld/Saale im Landkreis Saalfeld-Rudolstadt in Thüringen.

## Geografie
Dittersdorf liegt am Rande einer bei 580 Meter über NN liegenden Hochfläche in einer Talzunge eingebettet und mit Wiesen und Weiden umgeben im Thüringer Schiefergebirge nahe und über Schwarzburg. Die leicht kupierte Gemarkung ist umwaldet. Die Kreisstraße 133 verbindet das Dorf mit den auf dem Hochplateau liegenden Nachbarorten und zur Landesstraße 1112, die durch das nördlich liegende Schwarzatal führt.

## Geschichte
1411 wurde das Bergdorf erstmals urkundlich genannt.
Dittersdorf ist wegen seiner Lage ein beliebtes Wanderziel. Das Jagdschloss Eberstein ist ebenfalls ein Anziehungspunkt. Es war fürstlich und wird jetzt von Unterstützern des Schlosses gepflegt und genutzt. Bis 1918 gehörte der Ort zur Oberherrschaft des Fürstentums Schwarzburg-Rudolstadt.
Von 1991 bis 1996 gehörte Dittersdorf der Verwaltungsgemeinschaft Saalfelder Höhe an. Mit Auflösung dieser am 1. Januar 1997 wurde es Ortsteil der Einheitsgemeinde Saalfelder Höhe. Diese wurde am 6. Juli 2018 nach Saalfeld eingemeindet.